# Morti nel 1422
| Questa pagina contiene informazioni ricavate automaticamente dalle voci biografiche con l'ausilio del template Bio e di un bot. L'aggiornamento è periodico e automatico e ricostruisce completamente la pagina. Se manca una persona in questa lista, sei pregato di non aggiungerla, ma accertati piuttosto che la sua voce biografica contenga il template Bio e che i dati anagrafici siano correttamente compilati. Se il template Bio manca, inseriscilo tu stesso o, in alternativa, metti l'avviso {{tmp\|Bio}} che ne segnala la mancanza. Se i dati riportati sono sbagliati, correggi direttamente la voce biografica; le modifiche saranno visibili in questa lista entro pochi giorni. Per chiarimenti vedi il progetto biografie. La lista contiene solo le 27 persone che sono citate nell'enciclopedia e per le quali è stato implementato correttamente il template Bio. Pagina aggiornata al 18 lug 2025. |

- 15 gennaio - Carlotta di Borbone, sovrana francese (n. 1388)
- 9 marzo - Jan Želivský, presbitero ceco (n. 1380)
- 30 maggio - Taejong di Joseon, sovrano coreano (n. 1367)
- 8 luglio - Michela di Valois, francese (n. 1395)
- 22 agosto - Pedro Fonseca, cardinale portoghese
- 26 agosto - Taddeo di Bartolo, pittore italiano (n. 1362)
- 31 agosto - Enrico V d'Inghilterra, re (n. 1387)
- 17 settembre - Alamanno Adimari, arcivescovo cattolico italiano (n. 1362)
- 17 settembre - Costantino II di Bulgaria, sovrano bulgaro (n. 1369)
- 2 ottobre - Maria di Borgogna, principessa (n. 1380)
- 8 ottobre - Amedeo di Montmayeur, vescovo cattolico francese
- 15 ottobre - Gonsalvo da Lagos, religioso portoghese
- 16 ottobre - Giovanni IV di Meclemburgo-Schwerin, duca
- 21 ottobre - Carlo VI di Francia, sovrano francese (n. 1368)
- 12 novembre - Alberto III di Sassonia-Wittenberg, nobile (n. 1375)
- 19 novembre - Louis d'Harcourt, arcivescovo cattolico francese (n. 1382)
- 2 dicembre - Mikołaj Trąba, arcivescovo cattolico polacco (n. 1358)
- 15 dicembre - Simone di Cramaud, cardinale e arcivescovo cattolico francese
- Filippo Agazzari, scrittore e religioso italiano
- Ercole da Camino, nobile italiano
- Giovanni Crisolora, umanista e diplomatico bizantino (n. 1360)
- Devlet Hatun, ottomana (n. 1370)
- Jacques de Montberon, militare francese
- Albertaccio de' Ricasoli, condottiero italiano
- Suleyman di Bursa, poeta ottomano (n. 1351)
- Thomas Walsingham, storico inglese
- Helvis di Brunswick-Grubenhagen, principessa tedesca (n. 1353)